# والتر باندياني
والتر باندياني (بالإسبانية: Walter  Gerardo Pandiani) (مواليد 27 أبريل 1976 في مونتيفيديو - الأوروغواي) لاعب كرة قدم أوروغواياني كان يلعب لعدة أندية أبرزها أوساسونا وديبورتيفو لاكورونيا ومايوركا وهو يلعب في مركز المهاجم.

## روابط خارجية
- والتر باندياني على موقع الاتحاد الدولي (مؤرشف)  (الإنجليزية)
- والتر باندياني على موقع قاعدة بيانات كرة القدم.إي يو (الإنجليزية)
- والتر باندياني على موقع بيانات كرة القدم. دي إي (الألمانية)
- والتر باندياني على موقع ليكيب (الفرنسية)
- والتر باندياني على موقع ناشيونال فوتبول تيمز (الإنجليزية)
- والتر باندياني على موقع Soccerbase.com (لاعب) (الإنجليزية)
- والتر باندياني على موقع Soccerway.com (الإنجليزية)
- والتر باندياني على موقع عالم كرة القدم.نت (الإنجليزية)
- والتر باندياني على موقع كووورة